# 町方駅
町方駅（まちかたえき）は、愛知県愛西市町方町にある、名古屋鉄道尾西線の駅。駅番号はBS01。

## 歴史
- 1924年（大正13年）10月1日 - 兼平駅として開業[1]。
- 1944年（昭和19年） - 休止。
- 1959年（昭和34年）7月1日 - 移転。町方駅に改称して営業再開。復活時より無人駅[2]。
- 1972年（昭和47年）4月1日 - 津島・六輪間の複線化に伴いプラットホームの位置が変更された。以前は津島方面ホームの向かい側（現在自転車置場）に位置しており、駅東側に単線時代の橋脚の一部が残っている。
- 2008年（平成20年）
  - 3月10日 - 津島方面のホーム位置が向かい合わせに変更。
  - 3月14日 - トランパス導入。
- 2011年（平成23年）2月11日 ICカードmanaca導入。
- 2012年（平成24年）2月29日 - トランパス供用終了。

営業再開した町方駅（1959年）

## 駅構造
相対式配置の2面2線ホームを持つ地上駅。県道跨線橋の下に位置している。
以前は千鳥式配置の単式2面2線でホームは踏切を挟んで互い違いに位置していたが、2008年（平成20年）3月から向かい合わせのホームになった。
駅集中管理システム対応の無人駅で、各ホームそれぞれに駅舎が新設された。2008年（平成20年）3月11日より自動改札機・自動券売機・自動精算機の使用を開始した。
| 番線 | 路線                         | 方向 | 行先         | 備考                                   |
| ---- | ---------------------------- | ---- | ------------ | -------------------------------------- |
| 1    | BS 尾西線 （名鉄一宮〜津島） | 上り | 名鉄一宮ゆき | 尾張津島天王祭の際は、一部森上ゆき     |
| 2    | BS 尾西線 （名鉄一宮〜津島） | 下り | 津島方面     | 須ヶ口・名古屋方面直通列車は平日朝のみ |

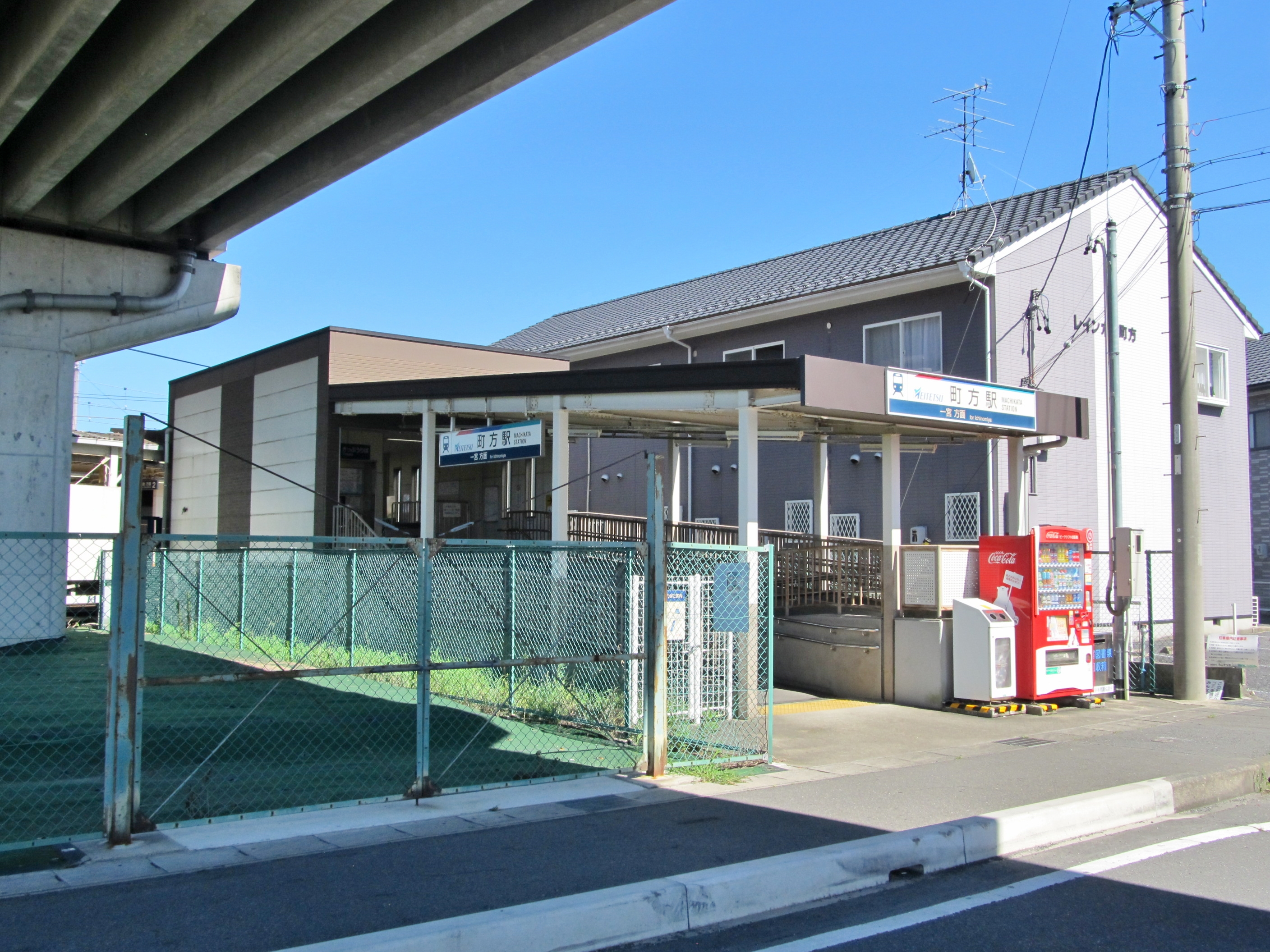
名鉄一宮方面駅舎
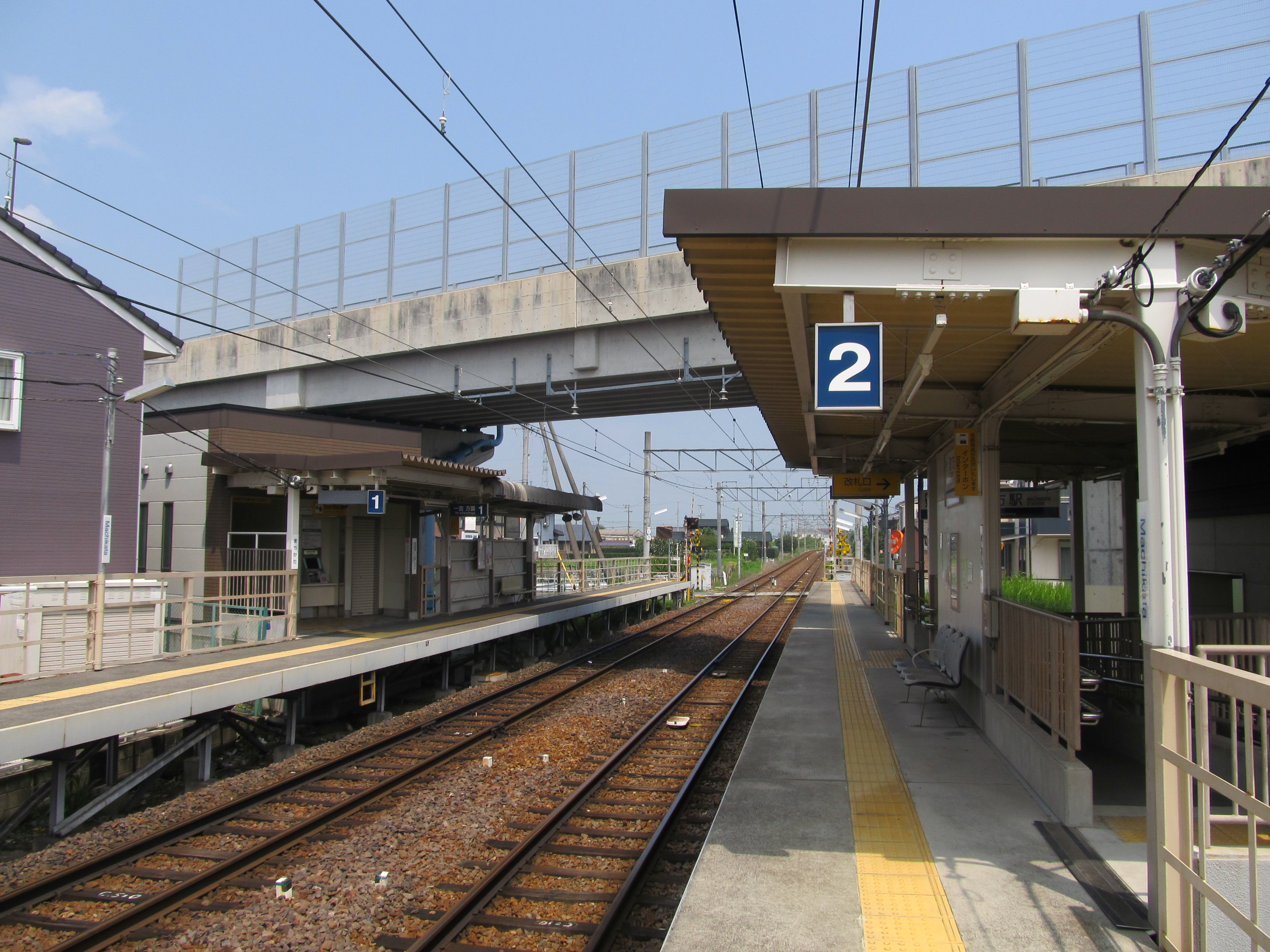
ホーム
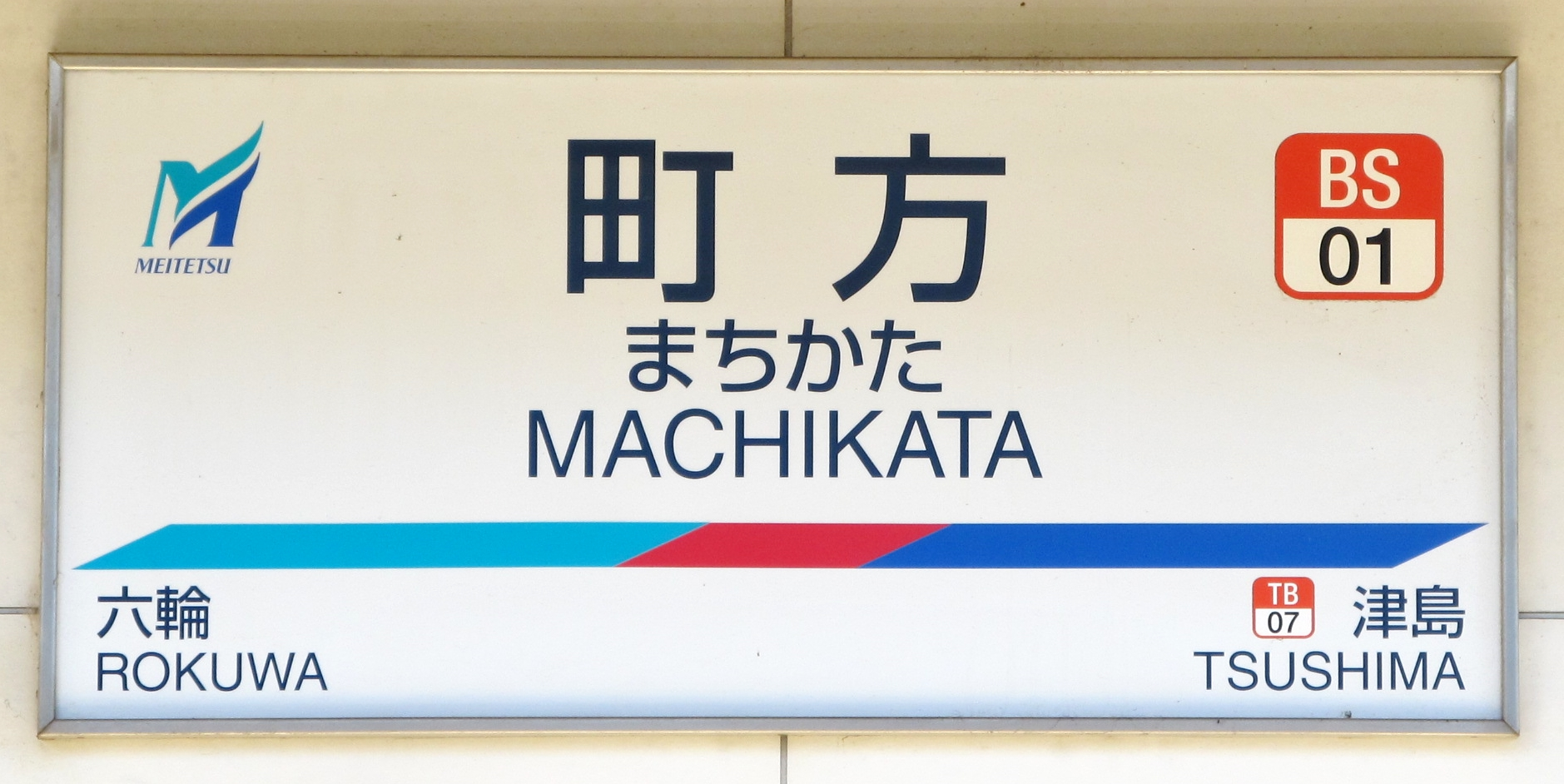
駅名標

### 配線図
| ← 名鉄一宮方面 | 町方駅 構内配線略図 | → 津島方面 |
| 凡例 出典:     |                     |            |

## 利用状況
- 『名鉄120年：近20年のあゆみ』によると2013年度当時の1日平均乗降人員は1,329人であり、この値は名鉄全駅（275駅）中204位、尾西線（22駅）中14位であった[9]。
- 『名古屋鉄道百年史』によると1992年度当時の1日平均乗降人員は1,563人であり、この値は岐阜市内線均一運賃区間内各駅（岐阜市内線・田神線・美濃町線徹明町駅 - 琴塚駅間）を除く名鉄全駅（342駅）中188位、尾西線（23駅）中10位であった[10]。
- 『愛知統計年鑑』によると1日平均の乗車人員は2010年度では629人である。
- 「愛西市の統計」、「移動等円滑化取組報告書」によると、各年度の1日平均乗降人員は以下の通り[11][12]。

| 年度   | 1日平均 乗降人員 |
| ------ | ---------------- |
| 2002年 | 1,071            |
| 2003年 | 1,046            |
| 2004年 | 1,015            |
| 2005年 | 1,046            |
| 2006年 | 1,119            |
| 2007年 | 1,116            |
| 2008年 | 1,250            |
| 2009年 | 1,236            |
| 2010年 | 1,262            |
| 2011年 | 1,288            |
| 2012年 | 1,310            |
| 2013年 | 1,329            |
| 2014年 | 1,279            |
| 2015年 | 1,321            |
| 2016年 | 1,344            |
| 2017年 | 1,338            |
| 2018年 | 1,340            |
| 2019年 | 1,301            |
| 2020年 | 1,110            |

## 駅周辺
- 愛知県立津島北高等学校
- ダイハン（家具屋）
- ヨシヅヤ津島北テラス

## 隣の駅
名古屋鉄道
BS 尾西線（名鉄一宮〜津島）
津島駅（TB07） - 町方駅（BS01） - 六輪駅（BS02）